# WT1190F

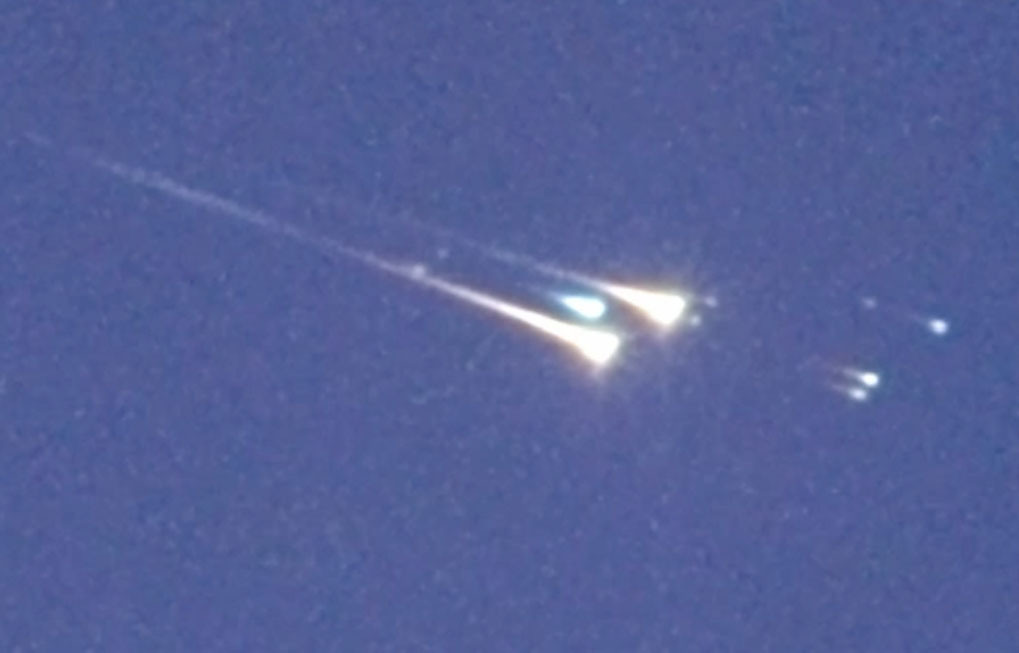
obiekt WT1190F wchodzący w atmosferę nad Sri Lanką

WT1190F – niewielki obiekt kosmiczny zaobserwowany 9 października 2015 roku przez 2,2-metrowy teleskop Uniwersytetu Hawajskiego, położony w obserwatorium na górze Mauna Kea na Hawajach.
Po wyznaczeniu orbity okazało się, że pierwotnie został odkryty przez program Mount Lemmon Survey i dostał tymczasowe oznaczenie UDA34A3, następnie został oznaczony jako UW8551D.
Według informacji sprzed upadku obiekt miał wejść w atmosferę Ziemi 13 listopada 2015 roku i spaść do Oceanu Indyjskiego 65 km od brzegów Sri Lanki. Ostatecznie wchodząc w atmosferę z prędkością ok. 11 km/s szczątki obiektu spadły do oceanu w odległości ok. 100 km od miasta Galle na Sri Lance, natomiast najbliżej lądu (w odległości 51 km) podczas swojego przelotu WT1190F znalazł się będąc na wysokości 45 km.
Obiekt ten był pozostałością po jednej z misji kosmicznych. Spekulowano, że mogła pochodzić jeszcze z czasów Programu Apollo. Dwa miesiące po upadku udało się z dużym prawdopodobieństwem stwierdzić, że był to moduł, który w 1998 roku wprowadził sondę Lunar Prospector na orbitę wokółksiężycową.